# Округ Стивенсон (Илиноис)
Округ Стивенсон (енгл. Stephenson County) је округ у америчкој савезној држави Илиноис.

## Демографија
По попису из 2010. године број становника је 47.711, што је 1.268 (-2,6%) становника мање 2000. године.
| Група             | 2000.          | 2010.          |
| Белци             | 43.404 (88,6%) | 40.612 (85,1%) |
| Афроамериканци    | 3.761 (7,7%)   | 4.275 (9,0%)   |
| Азијати           | 334 (0,7%)     | 297 (0,6%)     |
| Хиспаноамериканци | 747 (1,5%)     | 1.406 (2,9%)   |
| Укупно            | 48.979         | 47.711         |